# Gregory Retallack

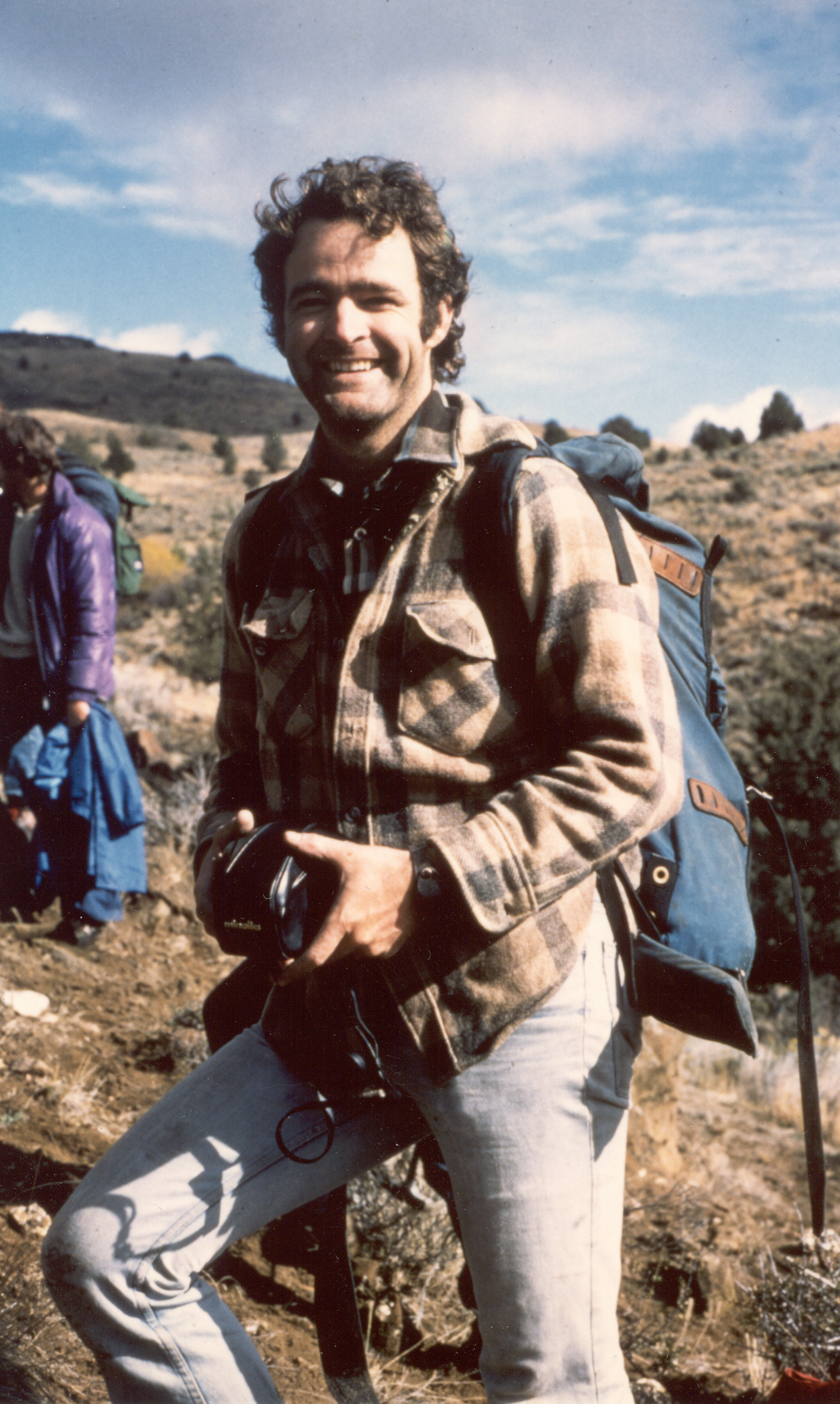
Gregory Retallack, 1982

Gregory John Retallack (* 8. November 1951 in Hobart, Tasmanien) ist ein australischer Geologe und Paläontologe (Paläobotaniker), der sich auf Paläoböden spezialisiert hat. Sein offizielles botanisches Autorenkürzel lautet „Retallack“.

## Leben
Retallack wuchs in Vororten von Sydney auf und studierte Biologie und Paläontologie an der Macquarie University (Bachelor-Abschluss 1974) und an der University of New England, an der er 1978 in Geologie promoviert wurde. Als Post-Doktorand war er an der Indiana University, war 1977/78 Visiting Assistant Professor an der Northern Illinois University und ab 1981 Assistant Professor an der University of Oregon. 1986 wurde er dort Associate Professor und 1992 Professor.

## Werk
Er erforscht die Entwicklung von Böden in der geologischen Vergangenheit und befasst sich mit Paläobotanik (Entwicklung Grassteppen im Tertiär, Aufstieg und Verbreitung der Angiospermen in der Kreide mit Feldstudien in Kansas, fossile Pflanzen der Trias in Gondwana und deren Paläoökologie). Er untersuchte die Hinweise in Böden auf die Umwelt bei der Evolution von Affen und Menschen in Ostafrika (Kenia) und Hinweise auf Massenaussterben in Paläoböden (sowohl an der Grenze Kreide-Tertiär in Montana, am Ende des Perm unter anderem in der Antarktis). Außerdem fand er, dass die Böden während der ersten Landbesiedlung durch Tetrapoden, die er in Pennsylvania untersuchte, auf flach geflutete bewaldete Regionen deuteten und nicht auf aride Umgebung. Umstritten sind seine Thesen, dass die präkambrische Ediacara-Fauna terrestrischen statt wie meist angenommen marinen Ursprungs ist. Zum Beispiel interpretiert er die fossilen Dickinsonia als terrestrische Flechten.
Retallack untersuchte Hinweise auf Klimaänderungen in der Vergangenheit, zum Beispiel wies er auf die Rolle der Ausbreitung der Grassteppen im Tertiär für einer Abkühlung des globalen Klimas hin. Aus der relativen Häufigkeit des Kohlenstoffisotops C 13 schließt er auf Methanfreisetzung beim Massenaussterben an der Perm-Trias-Grenze, wobei er aufgrund der von ihm nachgewiesenen relativ kurzen (kleiner als 10.000 Jahre aus Warven-Sedimenten und Kohle-Untersuchungen) Freisetzungszeiten Kohleverbrennung in Folge von Flutbasalten als Quelle vermutet.
Er untersuchte und erstbenannte die ältesten bekannten Eukaryoten Diskagma buttonii (Südafrika, Alter 2,2 Milliarden Jahre), die zudem Landlebewesen waren.
In der Archäologie untersuchte er die Zuordnung bestimmter Böden und Bepflanzung in griechischen Tempeln, die nach ihm variieren je nachdem, welchem Gott sie geweiht sind.

## Auszeichnungen
Er erhielt die Stillewell Medal der Geological Society of Australia. 1999 erhielt er die Antarctica Service Medal der National Science Foundation.

## Privates
Er ist seit 1981 verheiratet und hat zwei Söhne.

## Schriften
- Soils of the past: an introduction to paleopedology. 2. Auflage, Blackwell, Oxford, 2001, ISBN 0-632-05376-3
- A colour guide to paleosols. John Wiley and Sons, Chichester, 1997

Einige Aufsätze (weitere siehe Fußnoten):
- Field recognition of paleosols. In: Geological Society of America Special Papers. Band 216, 1988, S. 1–20
- mit C. R. Feakes: Trace fossil evidence for Late Ordovician animals on land. In: Science. Band 235, 1987, S. 61–63, doi:10.1126/science.235.4784.61.
- mit D. P. Dugas, A. E. Bestland: Fossil soils and grasses of the earliest East African grasslands. In: Science. Band 247, 1990, S. 1325–1328.
- mit Nathan Sheldon, Satoshi Tanaka: Geochemical climofunctions from North American soils and application to paleosols across the Eocene-Oligocene boundary in Oregon. In: The Journal of geology. Band 110, 2002, S. 687–696
- mit J. Germán-Heins: Evidence from paleosols for the geological antiquity of rain forest. In: Science. Band 265, 1994, S. 499–502.
- Permian-Triassic life crisis on land. In: Science. Band 267, 1995, S. 77–80.
- Postapocalyptic greenhouse paleoclimate revealed by earliest Triassic paleosols in the Sydney Basin, Australia. In: Geological Society of America Bulletin. Band 111, 1999, S. 52–70
- mit Sheldon u. a.: Multiple Early Triassic greenhouse crises impeded recovery from Late Permian mass extinction. In: Palaeogeography, Palaeoclimatology, Palaeoecology. Band 308, 2011, 233–251
- mit J. J. Veevers, R. Morante: Global coal gap between Permian–Triassic extinction and Middle Triassic recovery of peat-forming plants. In: Geological Society of America Bulletin. Band 108, 1996, S. 195–207
- mit anderen: Middle-Late Permian mass extinction on land. In: Geological Society of America Bulletin. Band 118, 2006, S. 1398–1411
- Early forest soils and their role in Devonian global change. In: Science. Band 276, 1997, S. 583–585
- A 300 million year record of atmospheric carbon dioxide from fossil plant cuticles. In: Nature. Band 411, 2001, S. 287–290.
- Cenozoic expansion of grasslands and climatic cooling. In: The Journal of Geology. Band 109, 2001, S. 407–426
- Mallee model for mammal communities of the early Cenozoic and Mesozoic. In: Palaeogeography, Palaeoclimatology, Palaeoecology. Band 342/343, 2012, S. 111–129
- Ediacaran life on land. In: Nature. Band 493, 2013, S. 89–92
- Exceptional fossil preservation during CO2 greenhouse crises? In: Palaeogeography, Palaeoclimatology, Palaeoecology. Band 307, 2011, S. 59–74
- Earliest Triassic origin of Isoetes and quillwort evolutionary radiation. In: Journal of Paleontology. Band 71, 1997, S. 500–521.
- Lepidopteris callipteroides, an earliest Triassic seed fern of the Sydney Basin, southeastern Australia. In: Alcheringa. Band 26, 2002, S. 475–500